# Análise de crédito
Análise de Crédito é o momento no qual o agente cedente irá avaliar o potencial de retorno do tomador do crédito, bem como, os riscos inerentes à concessão. Tal procedimento é realizado, também, com o objetivo de ser possível identificar os clientes que futuramente poderão não honrar com suas obrigações, acarretando uma situação de risco de caixa à organização.
Através da Análise de Crédito será possível identificar se o cliente possui idoneidade e capacidade financeira suficiente para amortizar a dívida que se pretende contrair.

## Conceito
A análise de crédito é um processo organizado para analisar dados, de maneira a possibilitar o levantamento das questões certas acerca do tomador do crédito. "Este processo cobre uma estrutura mais ampla do que simplesmente analisar o crédito de um cliente e dados financeiros para a tomada de decisão com propósitos creditícios" (BLATT, 1999, p. 93).
Segundo Santos (2000), o processo de análise e concessão de crédito recorre ao uso de duas técnicas: a técnica subjetiva e a técnica objetiva ou estatística. A primeira diz respeito à técnica baseada no julgamento humano e a segunda é baseada em processos estatísticos.
Em relação à primeira técnica, Schrickel observa que: "a análise de crédito envolve a habilidade de fazer uma decisão de crédito, dentro de um cenário de incertezas e constantes mutações e informações incompletas". (SCHRICKEL, 2000, p. 27). Ou seja, grande parte da análise de crédito é realizada através do julgamento do agente de crédito, baseada principalmente na habilidade e experiência do mesmo.
Santos (2006) ainda explica que esta técnica baseia-se na experiência adquirida, disponibilidade de informações e sensibilidade de cada analista quanto a aprovação do crédito.
A análise subjetiva do tomador do crédito é importante, visto que através da experiência do agente de crédito é possível identificar fatores de caráter, capacidade, capital e condições de pagamento. Porém, essa análise não pode ser realizada de maneira aleatória, é preciso estar embasada em conceitos técnicos que irão guiar a tomada de decisão.
Algumas empresas de pequeno porte não dispõem de capacidade financeira para manter um analista de crédito, por isso tem surgido empresas que podem dar um suporte a esses empreendedores, visando a diminuição das perdas financeiras com a inadimplência. Todos os processos descritos abaixo, são feitos por essas empresas e em seus relatórios com os resultados da análise de crédito também estão incluídos as consultas no SPC/SERASA.

## Processo de análise de crédito para pessoa física
O processo de análise de crédito para pessoa física visa a identificar os riscos para a organização que está concedendo o crédito, evidenciar conclusões quanto à capacidade de repagamento do tomador e fazer recomendações sobre o melhor tipo de empréstimo a ser concedido.
A análise ocorrerá conforme as necessidades do solicitante e dentro de um nível de risco aceitável, a partir de documentação apresentada e análise da mesma, objetivando a maximização dos resultados da instituição, segundo Schrickel (2000).
Este processo é extremamente importante para a análise de crédito efetuada em organizações de concessão de microcrédito, principalmente devido à simplificação e desburocratização desta modalidade, conforme explicado anteriormente.
Além disso, a análise subjetiva de crédito não é um exercício que visa ao cumprimento de disposições normativas, mas sim tem por objetivo chegar a uma decisão clara sobre a concessão ou não do crédito ao solicitante, acrescenta Santos (2006).
Porém, o processo de análise subjetiva, como o próprio nome diz, não é uma ciência exata, podendo existir inúmeras soluções para cada situação de concessão, sendo certo que a análise pode fazer emergir opções durante o processo decisório, complementa Blatt (1999).
É preciso dizer, ainda, que a análise de crédito é um processo organizado a fim de reunir e montar todos os fatos que conduzem ao problema, determinar as questões e suposições relevantes para a tomada de decisão, analisar e avaliar os fatos levantados e desenvolver uma decisão a partir das alternativas funcionais e aceitáveis.
Schrickel (2000) complementa que a análise será mais consistente quanto mais presentes e valiosas forem as quantificações dos riscos identificados e praticidade, bem como a viabilidade das conclusões chegadas.
Portanto, o processo de análise de crédito para pessoa física baseia-se na qualidade das informações obtidas e nas decisões decorrentes. Essas decisões devem ser práticas e viáveis dentro de um modelo funcional adaptado à realidade da organização.
Além disso, em qualquer situação de análise de crédito, há três etapas distintas a percorrer, conforme Schrickel (2000):
- Análise Retrospectiva: avaliação do desempenho histórico do tomador potencial, analisando os riscos inerentes ao mesmo e como foram contornados. Este processo visa identificar fatores na atual condição do tomador que possam dificultar o pagamento da divida;
- Análise de Tendências: projeção da condição futura do tomador do crédito, a fim de avaliar o nível de endividamento suportável e o quão oneroso será o crédito que se espera obter; e
- Capacidade Creditícia: a partir do grau de risco que o tomador apresenta e a projeção do seu nível de endividamento futuro, avaliar a capacidade creditícia do tomador, ou seja, qual a quantia de capital que ele poderá obter junto ao credor.

Para que ocorra uma análise minuciosa de risco da operação de concessão de crédito à pessoa física, é preciso passar por algumas fases distintas durante o processo. Santos (2006) define seis fases para este processo, conforme quadro a seguir:
- Análise Cadastral;
- Análise de Idoneidade;
- Análise Financeira;
- Análise de Relacionamento;
- Análise Patrimonial; e
- Análise de Sensibilidade.

### Análise cadastral
A análise 
refere-se a processo de análise dos dados de identificação dos clientes. Conforme Blatt (1999) evidencia, o sucesso da concessão do crédito depende de informações confiáveis a respeito do cliente. Santos (2006) complementa, dizendo que:
"O levantamento e a análise das informações básicas de crédito são requisitos fundamentais para a determinação do valor do crédito, prazo de amortização, taxas de juros e, se necessário reforço ou vinculação de novas garantias." (SANTOS, 2006, p. 47).
Segundo o Manual de Normas e Instruções do Banco Central do Brasil (2006), as instituições de crédito, micro crédito e bancos tradicionais só devem conceder empréstimos (crédito) a tomadores se possuírem adequadas e não restritivas informações cadastrais. Schrickel (2000) reafirma todos estes fatos, dizendo que as instituições de crédito devem munir-se de elementos informativos essenciais e indispensáveis sobre o potencial tomador do crédito, antes de manter qualquer tipo de relacionamento concreto ou formalizar alguma operação de crédito.
Porém, todas as instituições de crédito devem atentar para o sigilo das informações coletadas pelos agentes de crédito. Schrickel (2000) sugere que as informações e documentação pessoal devem ser mantidas arquivadas sobre minucioso controle. Tal atenção é necessária para que ocorra sigilo das informações e para que melhor lhe permita o controle, manuseio e atualização dos dados.
Os dados que deverão ser identificados para análise, segundo Santos (2006), deverão ser os seguintes:
- Escolaridade;
- Estado Civil;
- Idade;
- Idoneidade;
- Moradia (se própria ou alugada e tempo de residência);
- Número de dependentes;
- Renda (principal e complementar);
- Situação legal dos documentos; e
- Tempo no atual emprego ou atividade exercida.

Santos (2006) ainda defende que no processo de análise de crédito deve-se considerar todas as informações relacionadas com a situação financeira do cliente, pois a análise conjunta dos dados irá fornecer informações mais precisas para a tomada de decisão.
Para Schrickel (2000), o agente de crédito deve atentar para a seguinte documentação legal:
- Certidão de Casamento, se casado (a);
- Cédula de Identidade (RG);
- Cartão de Identificação do Contribuinte (CPF);
- Declaração de Bens (anexo da declaração do Imposto de Renda), conforme Lei 8.009/1990 – Lei de Impenhorabilidade do Bem de Família;
- Comprovante de rendimentos;
- Comprovante de residência;
- Procurações (se houver);
- Cartões de Instituições Financeiras (originais); e
- Ficha Cadastral preenchida e assinada.

Por fim, Blatt (1999) explica que a ficha cadastral é um resumo da vida do cliente, por meio da qual o credor tem a possibilidade de obter um conhecimento inicial sobre o mesmo. Ele ainda define como “[...] um conjunto de informações financeiras e não financeiras que subsidiam o processo decisório de crédito, auxiliando na avaliação [...] do cliente. (BLATT, 1999, p. 78).

### Análise de idoneidade
Já a análise de idoneidade consiste no levantamento e análise de informações relacionadas à idoneidade do cliente com o mercado de crédito. Segundo Santos (2006), esta análise baseia-se na coleta de informações sobre o solicitante do crédito junto às empresas especializadas no gerenciamento de risco de crédito. Empresas como Serasa, Boa Vista Serviços (SCPC), EQUIFAX e SPC (Serviço de Proteção ao Crédito) são exemplos de organizações que podem fornecer informações úteis sobre a situação de crédito do cliente.
Para Santos (2006), a análise da idoneidade deve ser um das primeiras informações averiguadas, pois caso o cliente não possua informações negativas as demais informações poderão ser coletadas e analisadas para a análise do risco total.
A idoneidade do cliente pode ainda ser classificada em quatro categorias, conforme Santos (2006):
- Sem Restritivos: quando não há informações negativas sobre o cliente no mercado de crédito;
- Alertas: quando há registros antigos no mercado de crédito, já solucionados, que não impedem a concessão de novos créditos. Apenas ocorre a exigência de uma análise mais criteriosa por parte do agente de crédito;
- Restritivos: indicam que o cliente possui informações desabonadoras no mercado de crédito. São exemplos: registros de atrasos, renegociações e geração de prejuízos a credores. Podem ser classificadas como de caráter subjetivo (de uso interno de instituições do mercado de crédito) ou de caráter objetivo, tais como protestos, registros de cheques sem fundo, ações de busca e apreensão, dentre outros; e
- Impeditivos: são apontamentos que impedem que pessoas físicas atuem como tomadores de crédito, a exemplo de bloqueios de bens, impedimentos no Sistema Financeiro da Habitação (SFH), proibições legais de concessão de crédito, dentre outros.

### Análise financeira
Em relação à análise financeira, Blatt (1999) explica que a mesma é primordial para a determinação das forças e fraquezas financeiras do cliente, a partir das informações das demonstrações financeiras do mesmo. A análise da renda total do cliente e posterior análise de compatibilidade com os créditos pretendidos é uma fase de vital importância no processo de análise dos riscos de crédito.
Para Black; Morgan (apud Santos, 2006), deve ser dada atenção especial à análise da renda, pois consideram existir relação direta entre a renda e a taxa de inadimplência de pessoas físicas. Santos (2006) ainda diz que é de suma importância determinar o valor exato da renda e a sua regularidade, bem como a probabilidade de continuar sendo recebida. Desta maneira é possível identificar fatores que poderão vir a prejudicar o futuro pagamento da dívida contraída.
Autores como Santos (2006), Blatt (1999) e Schrickel (2000) definem os Demonstrativos de Pagamento, Declaração de Imposto de Renda e Extratos Bancários como as melhores fontes de informações sobre a renda do cliente.
Os Demonstrativos de Pagamento, fornecidos pelos empregadores dos solicitantes de crédito, constituem-se na fonte mais utilizada pelas instituições de concessão de crédito. A Declaração do Imposto de Renda é uma fonte alternativa de dados que possibilita um melhor cálculo sobre a renda média mensal do solicitante, segundo Santos (2006).
No caso de pessoas físicas autônomas ou profissionais que trabalhem em atividades sazonais, o agente de crédito deve tomar especial cuidado com discrepâncias na renda média mensal do cliente. Para Santos (2006), nessa situação, a comprovação da renda é de extrema dificuldade e por isso o agente de crédito deve se basear em cálculos aproximados a partir de demonstrativos bancários, tais como extratos de contas bancárias.
É sugerido, por Santos (2006), a construção de um Balanço Patrimonial adaptado do solicitante do crédito, por parte do agente de crédito. Tal instrumento visa a uma melhor visualização dos ativos e passivos a fim de determinar a situação financeira e capacidade de pagamento do cliente.
Os ativos representam os bens, tanto financeiros como patrimoniais, dos clientes. São colocados em ordem de liquidez, iniciando pelos ativos que melhor possam ser convertidos em receita imediata, representados por valores em conta corrente, salário e outros, até os ativos menos líquidos, como por exemplo, veículos e imóveis. Os passivos representam todos os compromissos que o cliente assumiu com o mercado de crédito ou para a compra de bens e serviços. São organizados de maneira a iniciar pelos de maior solvência (imediata) até os de maior prazo de pagamento.
Segundo Santos (2006), quanto maior for o saldo do ativo total em relação ao passivo total, maior será a capacidade de o cliente honrar as dívidas adquiridas. Neste caso, o patrimônio líquido, calculado pela diferença entre o total dos ativos e o total dos passivos, será um excelente indicador da riqueza do cliente e, por conseguinte, da capacidade de pagamento do mesmo.

### Análise de relacionamento
A análise de relacionamento baseia-se principalmente na análise realizada sobre as informações extraídas do histórico do relacionamento do cliente com o credor e o mercado de crédito. Quando o cliente já é conhecido da instituição de concessão de crédito, é possível extrair informações de créditos adquiridos anteriormente, taxas de juros aplicadas, freqüência de utilização, pontualidade na amortização, dentre outros.
Santos (2006) acredita que essa análise de relacionamento auxilia na análise da idoneidade do cliente e pode garantir uma decisão mais favorável ou não à concessão do crédito. Contudo, aponta a dificuldade dos agentes de crédito de conseguirem informações precisas junto a outras instituições de crédito devido à necessidade de manter sigilo sobre as operações com que trabalham.
Conhecer o patrimônio dos clientes é importante no processo de análise de crédito, principalmente para que seja possível vinculá-lo em contratos de crédito sempre que for verificada a existência de algum risco maior.

### Análise patrimonial
A análise patrimonial é frequentemente utilizada para a avaliação das garantias que os clientes podem oferecer para vincularem ao contrato de concessão, segundo Santos (2006). O autor define garantia como a vinculação de um bem que assegure a liquidação do crédito caso o tomador não honre suas dívidas.
Entretanto, Blatt (1999) defende que a concessão do crédito não pode estar atrelada ao bem disposto como garantia, pois assim a organização estaria comprando um bem que não é de interesse.
Santos (2006) complementa dizendo que a finalidade da garantia é evitar que fatores imprevisíveis impossibilitem a quitação do crédito adquirido pelo solicitante. O Banco Central estabelece que as instituições financeiras que trabalham com a concessão de crédito devem exigir dos solicitantes garantias suficientes para garantir o retorno do capital utilizado na operação.
Porém, fica a cargo da instituição de concessão de crédito definir quais garantias serão aceitas, bem como a real necessidade das mesmas para a realização da operação de crédito. Além disso, Santos (2006) diz que as garantias reais (bens) devem ser corretamente analisadas para se verificar a possibilidade de solvência das mesmas, assim como seu valor de mercado real e a existência de ações legais que impeçam que sejam utilizadas.

### Análise de sensibilidade
A análise de sensibilidade é uma fase extremamente importante no processo de análise da concessão de um crédito. Nesta fase, o agente de crédito ou analista financeiro irá monitorar a situação macroeconômica a fim de prever situações que poderão aumentar o nível de risco da operação.
Santos (2018) cita como exemplo o monitoramento das taxas de juros. O aumento das mesmas pode desencadear a redução do nível de atividade econômica ou até levar à recessão, reduzindo a capacidade de geração e retenção de fluxos de caixa, comprometendo a capacidade real de pagamento dos compromissos financeiros das mesmas.
É importante que os analistas de crédito monitorem o mercado e a economia em geral a fim de prever possíveis situações de desequilibro na economia. O objectivo é evitar o cenário de incumprimento dos pagamentos nas suas carteiras de crédito. Blatt (1999) explica que uma correta avaliação do mercado pode ajudar a definir quais taxas serão praticadas, quais prazos de pagamento são mais favoráveis e em quais situações o devedor poderá se tornar incumpridor.

## Método credit scoring de análise de crédito
A aplicação de modelos de credit scoring e outras ferramentas para análises de crédito se iniciaram na década de 1930, em companhias seguradoras, conforme Blatt (1999). Porém, seu desenvolvimento em instituições financeiras deu-se a partir da década de 1960, conforme Vasconcellos (2002).
Este modelo proporciona uma vantagem competitiva para a organização, porém, apenas após a estabilização da economia brasileira, em 1994, é que começou a ser difundido no Brasil.
O termo credit scoring é utilizado para descrever métodos estatísticos adotados para classificar candidatos à obtenção de um crédito em grupos de risco. Segundo Blatt (1999) a partir do histórico de concessões de crédito efetuadas por uma instituição de crédito é possível, através de técnicas estatísticas, identificar as variáveis sócio-econômicas que influenciam na capacidade do cliente em pagar o crédito, ou seja, na qualidade do crédito da pessoa física.
O método de credit scoring é baseado na classificação de candidatos a crédito em grupos de acordo com seus prováveis comportamentos de pagamento. Vasconcellos (2002) informa que a probabilidade de um candidato gerar ou não um risco a organização deve ser estimada com base nas informações que o tomador fornecer na data do pedido de concessão, e a estimativa servirá como fundamento para a decisão de aprovação ou não do crédito.
Santos (2006) complementa, explicando que o modelo, baseado em informações do passado recente da carteira de crédito, gera notas (scores) para novos candidatos ao crédito que representam a expectativa de que os clientes paguem suas dividas sem se tornarem inadimplentes.
Assim, conforme Zerbini (2000), o modelo de credit scoring é uma ferramenta valiosa para decisões de aprovação ou não de pedidos de crédito, obedecendo à hipótese de que o público alvo da carteira de crédito, após a implementação do modelo, se mantenha o mesmo que no passado recente sobre o qual todo o procedimento estatístico se baseia.
A partir de uma equação gerada através de variáveis referentes ao candidato à operação de crédito, os analistas de credit scoring geram uma pontuação que representa o risco de inadimplência, ou seja, o escore que resultante da equação de credit scoring pode ser interpretado como probabilidade de inadimplência.
Conforme ressalta Saunders (2000), o escore pode ser utilizado para classificação de créditos como adimplentes ou inadimplentes, bons ou maus, desejáveis ou não, de acordo com a pontuação obtida por cada crédito. Esta classificação, por sua vez, pode orientar a decisão do analista em relação à concessão ou não do crédito solicitado.
Assim, a ideia essencial dos modelos de credit scoring é identificar certos fatores-chave que influenciam na adimplência ou inadimplência dos clientes, permitindo a classificação dos mesmos em grupos distintos e, como conseqüência, a decisão sobre a aceitação ou não do crédito em análise.
A diferenciação desse modelo em relação aos modelos subjetivos de análise de crédito se dá pelo fato da seleção dos fatores-chave e seus respectivos pesos ser realizada através de processos estatísticos. Além disso, a pontuação gerada para cada cliente, a partir da equação do modelo credit scoring, fornece indicadores quantitativos das chances de inadimplência desse cliente, conforme Blatt (1999).
Os modelos de credit scoring podem ser aplicados tanto à análise de crédito de pessoas físicas quanto a empresas. Quando aplicados a pessoas físicas, eles utilizam informações cadastrais e sócio-econômicas dos clientes de acordo com Vasconcellos (2002).
Blatt (1999) ressalta que a metodologia básica para o desenvolvimento de um modelo de credit scoring não difere entre aplicações para pessoa física ou jurídica, sendo que as seguintes etapas devem ser cumpridas para o seu desenvolvimento:
- Planejamento e definições: mercados e produtos de crédito para os quais serão desenvolvidos o sistema, finalidades de uso, tipos de clientes, conceito de inadimplência a ser adotado e horizonte de previsão do modelo;
- Identificação das variáveis potenciais: caracterização do proponente ao crédito, caracterização da operação, seleção das variáveis significativas para o modelo e análise das restrições a serem consideradas em relação às variáveis;
- Planejamento amostral e coleta de dados: seleção e dimensionamento da amostra, coleta dos dados e montagem da base de dados;
- Determinação da fórmula de escoragem através de técnicas estatísticas, como por exemplo, a análise discriminante ou regressão logística; e
- Determinação do ponto de corte, a partir do qual o cliente é classificado como adimplente ou bom pagador; em outras palavras, é o ponto a partir do qual a instituição financeira pode aprovar a liberação do crédito.

Segundo Chaia (2003), os modelos de credit scoring propriamente ditos são ferramentas que dão suporte à tomada de decisão sobre a concessão de crédito para novas aplicações ou novos clientes.
Chaia (2003) faz o seguinte resumo das principais vantagens dos modelos credit scoring:
- Consistência: são modelos bem elaborados, que utilizam a experiência da instituição, e servem para administrar objetivamente os créditos dos clientes já existentes e dos novos solicitantes;
- Facilidade: os modelos credit scoring tendem a ser simples e de fácil interpretação, com instalação relativamente fácil. As metodologias utilizadas para construção de tais modelos são comuns e bem entendidas, assim como as abordagens de avaliação dos mesmos;
- Melhor organização da informação de crédito: a sistematização e organização das informações contribuem para a melhoria do processo de concessão de crédito;
- Redução de metodologia subjetiva: o uso de método quantitativo com regras claras e bem definidas contribui para a diminuição do subjetivismo na avaliação do risco de crédito; e
- Maior eficiência do processo: o uso de modelos credit scoring na concessão de crédito direciona os esforços dos analistas, trazendo redução de tempo e maior eficiência a este processo.

Chaia (2003) também demonstra as principais desvantagens dos modelos de credit scoring:
- Custo de desenvolvimento: desenvolver um sistema credit scoring pode acarretar custos, não somente com o sistema em si, mas também com o suporte necessário para sua construção, como por exemplo, profissionais capacitados, equipamentos, coleta de informações necessárias ao desenvolvimento do modelo, dentre outros;
- Excesso de confiança nos modelos: algumas estatísticas podem superestimar a eficácia dos modelos, fazendo com que usuários, principalmente aqueles menos experientes, considerem tais modelos perfeitos, não criticando seus resultados;
- Falta de dados oportunos: se o modelo necessita de dados que não foram informados, pode haver problemas na sua utilização na instituição, gerando resultados diferentes dos esperados. Além da falta de algumas informações necessárias, faz-se necessário analisar também a qualidade e fidedignidade das informações disponíveis, uma vez que elas representam o insumo principal dos modelos de credit scoring; e
- Interpretação equivocada dos escores: o uso inadequado do sistema devido à falta de treinamento e aprendizagem de como utilizar suas informações pode ocasionar problemas sérios à instituição.

Verifica-se, portanto, que os modelos de credit scoring podem trazer significativos benefícios à instituição quando adequadamente desenvolvidos e utilizados. No entanto, eles também possuem limitações que precisam ser bem avaliadas antes do desenvolvimento e implementação de um modelo dessa natureza.
Referências
1. ↑  Sabrina Carvalho (7 de julho de 2014). «Por que realizar análise de crédito no meu negócio?». Netconsultas. Consultado em 17 de agosto de 2014